# Филип Кривиралчев
Филип Андреев Кривиралчев е спортист и треньор по борба класически стил. Роден е в Копривщица в семейството на гайдаря Андрея и Нешка Кривиралчеви.
Като човек със спортни наклонности завършва някогашния ВИФ, състезател е по борба и треньор с изключителни успехи и заслуги към националния и олимпийския отбор по класическа борба през 1967 – 1977 година. Под негово ръководство спортистите печелят олимпийски, световни, европейски титли и различни медали.
Израства в бедно семейство на земеделци-скотовъдци арендатори. Баща му след време участвува в съборите на народното творчество, а на първия и втория събор е награден и с медали.
Завършва копривщенската гимназия. Учи педагогика в София, където придобитите знания му помагат като треньор в кариерата. Кандидатства във Висшия институт по физкултура и едновременно става борец в студентското физкултурно дружество „Академик“. След завършването е разпределен в Пловдив и поема окръжния отбор.

## Успехи
Неговите борци печелят 82 медала на олимпийски игри, световни и европейски първенства. Борците му завоюват 33 титли на световния тепих. На световното първенство в София през 1971 година тимът става отборен шампиони с 3 златни, 2 сребърни и 3 бронзови медала, в Хелзинки – европейски отборен шампион с 3 златни и 6 сребърни медала. През 1971 година националният отбор става и световен отборен шампион на първенството в София.

### Боян Радев
- Златен Медал Токио 1964 – класическа борба
- Златен Медал Мексико 1968 – класическа борба
- Сребърен Медал Толедо 1962 – класическа борба
- Златен Медал Толедо 1966 – класическа борба
- Сребърен Медал Ню Делхи 1967 –класическа борба

### Петър Киров
- Златен Медал Мексико 1968 – класическа борба
- Златен Медал Мюнхен 1972 – класическа борба
- Златен Медал Едмънтън 1970 – класическа борба
- Златен Медал София 1971 – класическа борба
- Златен Медал Катовице 1974 – класическа борба

### Георги Мърков
- Златен Медал Мюнхен 1972 – борба
- Бронзов Медал Едмънтън 1970 – борба (до 62 кг.)
- Златен Медал София 1971 – борба (до 62 кг.)

### Александър Томов
- Сребърен Медал Мюнхен – класическа борба
- Сребърен Медал Монреал – класическа борба
- Сребърен Медал Москва – класическа борба
- Златен Медал София 1971 – класическа борба
- Златен Медал Техеран 1973 – класическа борба
- Златен Медал Катовице 1974 – класическа борба
- Златен Медал Минск 1975 – класическа борба
- Златен Медал Сан Диего 1979 – класическа борба

### Стоян Николов
- Сребърен Медал София 1971 – борба
- Бронзов Медал Техеран 1973 – борба
- Сребърен Медал Истанбул 1974 – борба
- Сребърен Медал Минск 1975 – борба
- Бронзов Медал Гьотеборг 1977 – борба
- Златен Медал Мексико сити 1978 – борба
- Сребърен Медал Монреал 1976 – борба

### Георги Райков
- Златен Медал Москва 1980 – борба класически стил 100 кг
- Бронзов Медал Гьотеборг 1977 – борба (до 100 кг.)
- Сребърен Медал Мексико сити 1978 – борба (до 100 кг.)
- Сребърен Медал Сан Диего 1979 – борба (до 100 кг.)

## Семейство
- Съпруга – Теодора Недельова Чорапчиева
- Дъщеря – Анелия Филипова Кривиралчева

## Признание
„Заслужил треньор“, „Герой на социалистическия труд“, орден „Георги Димитров“ и „Народен орден на труда“ – златен.
Филип Кривиралчев е почетен граждани на Копривщица.